# Révolution du Quebracho
La révolution du Quebracho (en espagnol : revolución del Quebracho) fut un soulèvement armé qui se déroula en Uruguay, entre le 28 et le 31 mars 1886. Les révolutionnaires essayèrent, sans succès, de mettre fin au gouvernement du président Francisco A. Vidal et, surtout, aux agissements du général Máximo Santos, le véritable maître du pays.

## Le problème de la réélection du général Máximo Santos
À l'approche de la fin du mandat présidentiel, prévue pour le 1er mars 1886, Máximo Santos prépara son maintien au pouvoir alors que la constitution interdisait la réélection du président de la République. Deux lois lui permirent de poursuivre son but : la première, malgré le fait qu'il fût militaire, l'autorisait désormais à entrer au Parlement (mars 1885) ; la seconde créait le département de Flores, afin de lui permettre d'être élu sénateur à la sortie de son mandat (décembre 1885). Enfin, pour lui succéder à la présidence, il fit élire un proche entièrement dévoué à sa cause : Francisco A. Vidal.

## Les préparatifs révolutionnaires
Cette dernière manœuvre exaspéra l'opposition, qui s'organisait depuis plusieurs mois déjà. Un comité révolutionnaire vit le jour à Buenos Aires avec pour objectif de préparer un soulèvement armé afin de renverser le dictateur et de rétablir la légalité républicaine. Ce comité regroupait des personnalités appartenant aux trois partis politiques uruguayens de l'époque (le colorado Lorenzo Batlle, les blancos Juan José de Herrera et Martín Aguirre, le constitutionnaliste Gonzalo Ramírez, etc.) mais aussi des militaires (le colonel Gaudencio, un ancien partisan de Pedro Varela, le commandant Visillac, etc.).
Une armée fut mise sur pied. Dirigée par les généraux José Miguel Arredondo et Enrique Castro, elle comprenait de nombreux intellectuels (universitaires, avocats...) et jeunes étudiants montévidéens, dont certains jouèrent  plus tard un rôle de premier plan dans la vie du pays (notamment les futurs présidents de la République José Batlle y Ordóñez, Juan Campisteguy et Claudio Williman). Les forces révolutionnaires, avec l'appui tacite des autorités argentines, s'installèrent dans les provinces d'Entre Ríos et de Corrientes pour préparer l'invasion. Le gouvernement uruguayen protesta, obligeant le président argentin Julio A. Roca à louvoyer et temporiser pour éviter une grave crise diplomatique et permettre aux insurgés de passer à l'action.

## L'échec de la révolution et ses conséquences
Le 28 mars 1886, les révolutionnaires convergèrent vers la ville de Concordia, où ils s'emparèrent de navires, descendirent le fleuve Uruguay et débarquèrent en territoire uruguayen, au niveau de la rivière Guaviyú (nord-ouest du département de Paysandú). Ils progressèrent ensuite vers l'intérieur des terres malgré les escarmouches. Le 31 mars 1886, l'affrontement final eut lieu à proximité de la rivière Quebracho, au lieu-dit Puntas de Soto : les troupes gouvernementales, dirigées par le ministre de la guerre Máximo Tajes, écrasèrent les insurgés.
Ces derniers, à l'issue des combats, comptaient plus de 200 morts et 600 prisonniers. Mais Máximo Tajes épargna les vaincus et les transféra à Montevideo où Máximo Santos, dans un geste de clémence et de propagande, les libéra. L’invasion se solda donc par un cuisant échec, du fait de l'inexpérience et de l'insuffisante préparation des révolutionnaires, de leur infériorité numérique (1 700 hommes contre 5 000 gouvernementaux), de l'absence de cavalerie et de la mésentente entre les chefs militaires.
Avec l'échec de l'insurrection, Máximo Santos réactiva le processus qui devait assurer son retour au pouvoir. On créa pour lui le plus haut grade militaire du pays, celui de Capitaine général. Le 21 mai, il fut élu sénateur du département de Flores et le président de la Chambre haute démissionna pour lui céder sa place. Le 24 mai, Francisco A. Vidal renonça à la présidence de la République qui fut occupée automatiquement par Máximo Santos, en sa qualité de président du Sénat (la constitution ne prévoyait pas de poste de vice-président).